# Verfeuil
Verfeuil är en kommun i departementet Gard i regionen Occitanien i södra Frankrike. Kommunen ligger i kantonen Lussan som tillhör arrondissementet Nîmes. År 2022 hade Verfeuil 594 invånare.

## Befolkningsutveckling
Antalet invånare i kommunen Verfeuil
Referens:INSEE